# Лопухово (Сувальський повіт)
Лопухово (пол. Łopuchowo) — село в Польщі, у гміні Єленево Сувальського повіту Підляського воєводства.
Населення — 38 осіб (2011).
У 1975-1998 роках село належало до Сувальського воєводства.

## Демографія
Демографічна структура станом на 31 березня 2011 року:
|          | Загалом | Допрацездатний вік | Працездатний вік | Постпрацездатний вік |
| -------- | ------- | ------------------ | ---------------- | -------------------- |
| Чоловіки | 23      | 8                  | 13               | 2                    |
| Жінки    | 15      | 4                  | 7                | 4                    |
| Разом    | 38      | 12                 | 20               | 6                    |